# 兰田瑶族乡
兰田瑶族乡是中华人民共和国广西壮族自治区桂林市灵川县下辖的一个民族乡。

## 行政区划
兰田瑶族乡下辖以下村级行政区划单位：
兰田村、两合村和南坳村。